# アルド (企業)

旧コーレルのロゴ

アルード（英語：Alludo）はカナダのオタワに本社を置くソフトウェア会社及びそのブランド（All You Doの略）。
旧名はコーレル・コーポレーション (Corel Corporation) で、現在の運営会社はカスケード・ペアレント社（Cascade Parent Limited）である。

## 沿革
1985年にコーレル・コーポレーションは、マイケル・コープランドによって設立された。コープランドは当初、コーレルを研究所として運営するつもりであった。実際、当時の社名 "Corel" とはコープランド・リサーチ・ラボラトリー（Cowpland Research Laboratory）の略語である。
コーレルは、1990年代のハイテクブームの追い風を受け、ソフトウェア製品「CorelDRAW」の開発・販売会社として大きな成功を収め、一時はカナダ国内で最も大きなソフトウェア会社となった。コーレルは初期に投資した株主に莫大な富を与えたが、成長は長く続かず、1996年、ノベル社のワープロソフト「WordPerfect」を手に入れたことを契機に、マイクロソフト社との競争になり、結果的にその競争に敗れ、コーレルは多くの従業員をレイオフ（一時解雇）せざるを得なくなった。また、コープランドはオンタリオ州証券取引委員会によって査察を受け、同委員会の監視下に入った。
WordPerfect獲得に関して、コープランドは、WordPerfectを「（Microsoft Wordをコカコーラに見立て）コカコーラに対するペプシのような存在」と信じていた。これは古典的な市場観ではあるが、根本的に誤った認識であり、コープランドのソフトウェア業界の専門知識の欠如を示しているといえる。というのも、ソフトウェアプログラムは食料品とは異なり、互換性を維持することが最も重要であり、綿密な対抗策を練らない限りソフトウェア競争に困難がつきまとうからである。仮にWordPerfectに明確な利点や優位点があったとしても、Wordユーザーに対して、ソフトウェアの乗り換えを訴えていかねばならず、新規ユーザーは既存ソフトとの互換性を求めてくる。
マイクロソフトは新規出荷のパソコンにWordをバンドルするという強硬手段を決行、それを止められなかった結果、当時相対的に高かったといえるWordPerfectのシェアは徐々に低下していったため、WordPerfectのバンドルを望む顧客の主張をきちんと確かめることも難しくなった。
その後もPainter（Fractal Design）、PaintShop Pro（Jasc Softaware）、WinZip（Winzip）、VideoStudio（Ulead）、WinDVD（InterVideo）、Pinnacle Studio（Avid）、Parallels Desktop（Parallels）など、多方面の有名なソフトを手に入れることにより増強を図っている。
2019年には、コールバーグ・クラビス・ロバーツ（KKR）がコーレルを買収した。
RoxioやWinZip、Parallelsなど、Corelに匹敵するメジャータイトルの買収が相次いだため、2022年にブランドを再編することとなり、屋号をAlludo (アルード) に変更。Corelは、引き続きブランドのひとつとして位置付けられている。

### 年表
- 1989年 - CorelDRAW をリリース・販売。
- 1996年 - WordPerfect を Novell 社より買収。
- 2001年 - Corel Linux をリリース（2001年、Xandros 社に売却）。後に Linux 版の WordPerfect を販売。Micrografx 社を買収。
- 2003年 - 米 Vector Capital社に株式買収され、上場廃止。
- 2004年 - PaintShop Pro を販売する JASC Software 社を買収。
- 2006年 - NASDAQ とトロント証券取引所に再上場。
- 2006年5月 - WinZip Computing 社を買収。
- 2006年 - 米 InterVideo（英語版） 社と台湾 Ulead Systems 社を買収。12月24日に完了。
- 2012年 - 米 ロヴィ 社から Roxio 部門の買収を発表[8]。
- 2012年 - Avid社よりコンシューマー向け動画編集ソフトウェアのPinnacle Studio 部門を買収。
- 2017年12月 - オンラインプレゼンテーションソフトを中心としたSaaSを提供していたClearSlide社を買収[9]。
- 2018年12月 - macOS向け仮想化ソフトウェア等を開発・販売していたParallels社を買収[10]。
- 2019年7月3日 - Vector Capital社がコールバーグ・クラビス・ロバーツ（KKR）社にCorelを売却したと発表。[11]。
- 2022年9月 - 屋号をアルード（Alludo）に変更。

## 訴訟
WordPerfectの元開発会社であるノベルは、2004年11月、マイクロソフトを独占禁止法違反でユタ州連邦地方裁判所に提訴している。ノベルの主張は、同社が「WordPerfect」「Quattro Pro」を所有していた期間に、マイクロソフトがオフィス向けアプリケーション市場の競争を排除する行為によってノベルに損害を与えたというもの。シェアが当時50%あったものが、コーレル売却時には10%になっていた。
2008年3月17日、米最高裁は、Microsoftの上訴を棄却した。Microsoftを提訴する資格があると判断した下級裁判所の裁定がそのまま効力を持つことになる。
2016年1月4日、Microsoftは、Microsoft Officeに搭載されている「リボン」（拡大縮小のスライダーデザイン）を許諾を得ず「Corel Home Office」に使用したとして同社を訴えた。また、Corelは2015年7月に「Officeに搭載されている Live Prevew機能はCorelのRealTimeプレビューの特許を侵害している」としてMicrosoftを訴えている。遡るとQuattro Pro（当時はボーランド社）がはじめて採用したSheetをタブで切り替えるユーザー インターフェイスをExcelが真似た時のように訴訟合戦が今なお続いている。

## 日本法人
かつて日本での販売は、イーフロンティアやメディア・ビジョンなどが代理として行っていた。
2005年1月、東京都港区虎ノ門に、下村 慶一を社長として、完全子会社の日本法人が設立される。
それまでの企業体制は、ハードウェア会社へソフトウェアバンドルを許可・依頼することはほとんどなかったが、日本市場においては、Wacom製品に Painter Essentials が、国内製のパソコンにはWinDVD、VideoStudio、Digital Studio、PaintShop Proなどがプレ インストールされることも増えた。
2012年10月14日のPaintShop Pro発売から2015年のVideoStudio X8発売まで、日本での販売・サポートはイーフロンティアに委託されていた。
2015年のVideoStudio X8発売から再びコーレルからの発売となっている。
一時期からCorelのWebサイトは、corel.com/jp/とCorel SSBBが共存していたが、2019年5月にSSBBが廃止されることとなり、corel.com/jp/ に一本化された。
現在は屋号の変更に伴い、Corelブランド ページ corel.com/jp/ などの他に、alludo.com/jp/をコーポレート ページとして使用している。

## 製品

### 現行製品

#### 仮想化・インフラストラクチャー
- Parallels RAS（VDI / SBC / リモートPC接続に対応）
- Parallels Secure Workspace
- Parallels DaaS
- Parallels Browser Isolation

- Parallels Desktop
  - Parallels Desktop for Mac Standard Edition
  - Parallels Desktop for Mac Pro Edition
  - Parallels Desktop for Mac Business Edition
  - Parallels Desktop for Mac Enterprise Edition
  - Parallels Desktop for ChromeOS
- Parallels Toolbox

#### グラフィック・DTP
- CorelDRAW Graphics Suite（統合製品、以下を含む）
  - CorelDRAW
  - Corel PHOTO-PAINT
  - CorelDRAW Web
  - Corel Font Manager
  - Corel CAPTURE
  - Corel BARCODE WIZARD

- CorelDRAW Standard
- CorelDRAW Go (日本語未対応)

#### テクニカルイラスト、CADデータ活用
- CorelDRAW Technical Suite（統合製品、以下を含む）
  - CorelDRAW
  - Corel PHOTO-PAINT
  - Corel DESIGNER
  - CorelDRAW Web
  - Corel Font Manager
  - Corel CAPTURE
  - Corel BARCODE WIZARD

#### CGイラスト、写真編集
- Corel Painter
  - Corel Painter Essentials
- PaintShop Pro
- AfterShot Pro （旧Bibble）
  - AfterShot

#### 動画編集・変換・オーサリング
- VideoStudio

#### データライティング 、マルチメディアスイート
- Roxio Creator
- Roxio Toast

#### 圧縮・解凍
- WinZip

#### オフィス
- WordPerfect Office
  - Paradox
  - WordPerfect
  - Quattro Pro
  - Presentations

#### 業務効率化
- MindManager

### 旧製品
日本未発売のものも含む。
- Animation Shop
- Bryce
- CorelDRAW Essentials
- Corel Photo Album
  - Corel SnapFire
  - Corel Media One
- Corel Ventura
- DVD Workshop
- Digital Studio
- Hi-Def Life
- MediaStudio
- MovieWriter
- Parallels Access
- Parallels Device Management
- PhotoAlbum
- WebDraw
- Corel Painter Sketch Pad
- Ulead PhotoImpact
- MotionStudio 3D (旧Cool3D)
- Pinnacle Studio…海外でのみ新バージョンがリリースされている
- WinDVD…動画再生

#### ビジネス
- IGrafx